# ワサブロー
ワサブロー（1949年9月20日 - ）は、日本の歌手。京都市生まれ、京都市育ち。1973年に渡仏。以降、パリに在住。2012年頃から活動拠点を日本に戻し、現在も京都を中心に全国でライブ活動を行っている。フランス語で歌うことに強い思いを持ち、日常会話は現在の京都においても死語になりつつある京言葉を話す。
名前の表記は、わサブロー、和サブロー、ワサブローを使用。

## 来歴
京都の五花街の一つ、上七軒に帯締め屋の息子として生まれる。
祖母はお茶屋の女将、母は日本舞踊花柳流の師範。子供の頃の遊び相手は芸妓さんであり、長唄や清元を耳にして育つ。
小学校2年生の時、初めて人前で歌を歌う。この時歌ったのは童謡「せいくらべ」で、将来歌手になることを決意する。
14歳、ラジオから流れるフランスの国民的歌手、エディット・ピアフの歌声に衝撃を受け、シャンソンの世界を目指す。
19歳、日本シャンソン界のパイオニアと呼ばれた菅美佐緒に師事。
20歳、ジャック・プレベール（仏: Jacques Prevert）の詩を読み、フランス語の言語としての面白さに目覚め、ピアフの歌が蘇る。
23歳、パリのソルボンヌ大学に留学（フランス語を楽器として奏でることができるように猛勉強）。
一時帰国の後に、29歳で再びフランスに戻り、本格的なシャンソン歌手への道を歩み始める。
ピアフも歌ったシャンソンの殿堂・オランピア劇場への出演を果たし2週間にわたるソロ・コンサートも連日満員にする。
1988年、フランス国営放送が1時間半の特別番組を組み話題になる。
2000年には、フランス政府から芸術文化勲章のシュバリエを授与されるなど、本場でも認められる存在となる。
2006年に日本での活動を開始。パリのミュージシャン、スタッフと制作したCD『Maladies d'amour 恋の病』を日本初リリース。
2012年（平成24年）に帰国。
2012年4月より「俳句」がNHK Eテレ『俳句王国がゆく』テーマソングに起用される。
2019年9月、古希を迎え、全国ツアーと記念ライブを行う。

## 評価
ワサブローが日本国内のシャンソン歌手の中で特異的な存在になっている理由の一つとして、その卓越した語学力を挙げることができるだろう。
フランス語の歌詞の楽曲や歌詞が日本語に訳された楽曲を歌う日本人シャンソン歌手は数多くいても、
フランス人と対等に話をすることができ、読み書きに至るまでフランス語を習得した上でシャンソンを歌う日本人は多くない。
さらに、フランスでも評価を受け、また現地のアーティストからも支持され、それらのアーティストと豊富な共演経験を持つ歌手はまだ彼において他にいないであろう。
もっとも、日本におけるシャンソンに対するイメージとフランスにおけるそれとは大きな違いがあることから、日本のシャンソン歌手とワサブローを同じ視点で評価することは難しい。
日本におけるシャンソンに対するイメージは、美輪明宏に代表されるような台詞的な音楽のイメージが強い。
しかし、フランスにおいてシャンソンとは英語でいう「song（歌）」であるから、特定のジャンルを指す語ではない。
ワサブローはフランスで長く歌手活動をしてきたことから、自身の音楽はフランスにおけるシャンソンの位置付けにあるものと同等としている。
そのため、ワサブローは日本国内においてシャンソン歌手として紹介されることに違和感を覚えるという。
ワサブロー自身は、かねてから日本人が持っているシャンソンに対するイメージが先行することを避けるため、英語でいう「singer（歌手）」と同じ意味を持つ「シャントゥール（仏: chanteur）」と自称している。
ワサブローは2012年以降活動拠点を日本に移し、現在でも歌手活動を続けているが、国内でライブを行う時に共演するのはジャズミュージシャンがほとんどである。
そこからも分かるように、日本で従来から存在するシャンソンという枠でワサブローの音楽を理解することはできないだろう。

## コメント
「我々はワサブローをフランス最高の歌手の一人に数えることができるだろう」
（フランスの作曲家・ジョルジュ・ムスタキ）
「ワサブローはいま私が一番気になっていて、好きな歌手です。世間の人は彼をほとんど知らないでしょうが」
（歌手・小椋佳）
「彼に日本語の曲が加わったら鬼に金棒ですよ」
（音楽プロデューサー・大森昭男）
「歌はフランス語、でもトークはべったべたの京都弁。そんな和サブローさんの公演はまんまにおもしろいんですよねぇ」
（瓢亭・高橋英一）
「chanteurまたはmusicienという肩書を欲しがるミュージシャンがいても、彼はinterprèteという言葉とその意味に拘っています。つまり、和サブローはミュージシャンでありながら、歌の主人公、歌に出てくるキャラクターを演じて、その気持ちなどを自分のものにして忠実に伝えるアーテイストです」
（ポワソン・マリエレーヌ）
「異国の生まれでも、なまりが強くても、その人なりの「生きた言葉」で歌えばフランスでは認めてもらえるんです」
（本人）
「フランス語という楽器が奏でる僕の音楽が、日本の観客にどのくらい受け入れられるか、これからも挑戦していきたい」
（本人）

## 人物
生まれ育った京都が好きで、日常会話においても京言葉を使う。
過去には芸舞妓の身の回りの世話をし、店出しに付き添う「男衆」役も務めたこともある。
1992年、柴田日本料理研鑽会がパリでイベントを行った時に通訳を務め、それをきっかけに日本料理の料理人とも多くの交友関係を持つ。
その中には「美山荘」の中東吉次氏、「瓢亭」の高橋英一氏、「菊乃井」の村田吉弘氏などがいる。
また、オ・グルニエ・ドールの西原金蔵氏とも交友があり、フランス語で「金の蔵」を意味する店名の名付親でもある。
絵師の木村英輝氏とは、公私共に親しく、木村氏が総合プロデュースを手がける「琳派ROCK」には必ず出演している。
文芸評論家の勝又浩氏とも交友がある。
NHK Eテレ『俳句王国がゆく』のテーマソングに起用された「俳句」は、音楽プロデューサーの大森昭男が手がけた最後の作品である。
- 好きなこと：茶道（流派は石州流大口派、宗名は福田宗和）
- 好きな陶芸家：宮川香山
- 好きな画家：グスタフ・クリムト、オディロン・ルドン
- 好きな歌手：マリアンヌ・オズワルド（仏: Marianne Oswald）
- 好きなピアニスト：グレン・グールド
- 好きな作家：島村利正
- 好きな女優：浪花千栄子
- 好きな映画監督：溝口健二、ウォン・カーウァイ
- 好きな食べ物：おはぎ
- 好きな恐竜：ブラキオザウルス
- 他の好きなものとして、タンタンと犬のミルー、指人形のギニョール、鈴木春信の浮世絵「夜の梅」、夏の京都の汗ばむ蒸し暑さ
- 嫌いなもの：小骨の多い魚、冬の寒さ

## ディスコグラフィ

### アルバム
| 発売年 | タイトル                                                         |
| ------ | ---------------------------------------------------------------- |
| 1999年 | Wasabro Fukuda                                                   |
| 2000年 | マルセル通り38番地西入ル                                         |
| 2003年 | ルクソンというもの                                               |
| 2006年 | Maladies d’amour（恋の病）                                       |
| 2009年 | L’éstrager（エトランゼ）                                         |
| 2014年 | ライブ「Seul sur scéne 倚かからず」＠銀座ブロッサムホール        |
| 2015年 | 朝と夜（ワサブローと溝淵仁啓のユニット「Dupont et Dupont」名義） |
| 2017年 | Duo~testament~(ピアノ中島徹とのデュオ)                           |

### シングル
| 発売年 | タイトル                                        |
| ------ | ----------------------------------------------- |
| 2012年 | 俳句。(NHK·Eテレ「俳句王国がゆく」テーマソング) |
| 2018年 | わたしが一番きれいだった時/花·太陽·雨           |

## 過去のライブ・出演
1980年-1987年 :
- Le Point-Virgule ポワン・ビルギュル(Paris)
- Théâtre Jean-Cocteauジャンコトー劇場南仏
- Première tournée au Japon avec Paul Castanier (pianiste) ピアニストポール・カスタニエとの日本初のツアー東京、京都、浜松、福岡
- Printemps de Bourgesフランス最大のフェスティバル、プランタン・ド・ブールジュ
- Théâtre du Rond-Pointパリ、シャンゼリゼ、ロンポワン劇場
- Hommage a Charles Trenet (TF1)国営放送テレビ、シャルル・トレネ祭
- Théâtre municipal de Caenノルマンディ カン市立劇場
- Jardin d'acclimatation ジャルダン・ダクリマタション(パリ、プーローニュの森)三ヶ月公演、ジャック・ドゥーエ（仏: Jacques Douai） と共に

1988年-1989年 : 
- Printemps de Bourgesフェスティバル プランタンドブールジュ
- Hommage à Francis Lemarqueフランシス・ルマルクと共に
- Festival de musique international (Kurashiki, Okayama)国際音楽祭 岡山県倉敷市
- 6月青山円形劇場(東京)

1989年-1990年：
- 3月東京青山円形劇場/ 京都府立府民ホール"アルティ"
- 7月岡山県立美術館ホール

1990年-1991年 : 
- Printemps de Bourgesフェスティバル プランタンドブールジュ
- Mélodie'90 (Bagneux) バニユー市 メロディ90年 アンナ・プリユクナルとの共演
- Théâtre du Sentier des Halles (Paris) パリ サンチェデアール小劇場三週間ライブ
- Soirée de la Francophonie (Bataclan,Paris)フランコフオニーの夕べ(パリ バタクラン劇場)

1992年-1993年 : 
- Olympia, soirée Paul Castanier オランピア劇場 ポール・カスタニエに捧ぐ、レオ・フェレ 、ジョルジュ・ムスタキ、ジャック・イジユランと共演
- Printemps de Bourges, soirée Juliette Gréco プランタンドブールジュ、ジュリエット・グレコと共に
- Francofolies (la Rochelle, Salle Bleue)フランコフォリー(ラロッシエル、青の劇場)

1998年-1990年 :
- ザ・フェニックスホール(大阪)
- 六行会ホール(東京)

1994年-1999年 : 
- 6e Festival de Marne / 第6回マルヌフェスティバル/Portrait documentaire sur FR3 : Wasaburo : une passion francophone 国営テレビFR3ドキュメンタリー"ワサブロー:フランス語への情熱"Théâtre de la Filature (Mulhouse) フィラチュール劇場(ミユールーズ　アルザス)/Premier album : Wasaburo Fukuda ファーストアルバム福田ワサブロー(パリとベルギーでレコーディング)
- 1999年7月Hepホール(大阪梅田)
- 12月新神戸オリエンタル劇場

2000年-2001年:
- 3月東京　六行会ホール3日コンサート
- 9月金沢市民芸術村
- 12月新神戸オリエンタル劇場

2001年-2004年 : 
- Album 38 Rue Étienne Marcel アルバム　エチエンヌ・マルセル通り38番地西入ル/
- Oribe hall Roppongi (Tokyo) オリベホール　六本木　東京/Bunnka Geijutsu Kaikan (Kyoto)文化芸術会館　京都/Cross Tower (Tokyo) クロスタワーホール　東京/ *Oriental Theater (Kobe) オリエンタル劇場神戸/Art Sphere (Tokyo)アートスフィア東京

2005年-2008年 : 
- Festival Banlieues bleues フェスティバル　バンリューブルース/Album Maladies d'amour アルバム　恋の病/Festival Jazz Nomade Théâtre des *Bouffes du Nord (Paris) ジャズフェスティバルノマード、テアトルデュブッフデュノール、パリ/Hommages a Maurice Fanon モーリス・ファノンに捧ぐ、コラボケール、カトリーヌ・ソバージュ、らとの共演/
- DVD Wasaburo 日本初のDVD ワサブロー発売

2005年
- 5月　府民ホール・アルティ(京都)

2006年
- 9月　有楽町朝日ホール(東京)

2009年-2010年 :
- Album L'étranger (enregistré à Tokyo) アルバム　異邦人(日本レコーディング)Festival des Musiques à Ouïr au Lavoir Moderne Parisien フェスティバルデミュージックアウィール、ラボワールモデルヌパリジャン、パリ
- 9月ミューザ川崎シンフォニーホール(東京) 小椋佳/クミコ/えり他
- 9月「奈良薬師寺観月会」薬師寺
- 12月「平城遷都1300年コンサート」　奈良100年会館　平城遷都1300年に歌う〜望郷帰心〜

2011年-2012年 :
- 5月MIN-ONスペシャルコンサート『未来へ贈る歌』~小椋佳、由紀さおり、サエラ、ワサブロー~ツアー出演。
- NHK総合テレビ『金曜バラエティー ~秋空にシャンソンを歌えば~』出演。

## これまでの主な共演者（日本）
- ピアノ・キーボード：中島徹、藤林由里、鈴木厚志、大前千鶴
- ヴァイオリン：Yu-Ma
- トロンボーン：Tommy
- ベース：荒玉哲郎、西嶋徹、中島かつき、坂井美保

## これまでの主な共演者（フランス）
- ジャック・ドゥーエ（仏: Jacques Douai）
- シャルル・トレネ
- クロード・ヌガロ
- ポール・カスタニエ（仏: Paul Castanier）
- レオ・フェレ
- ジョルジュ・ムスタキ
- フランシス・ルマルク（仏: Francis Lemarque）
- ディディエ・ギュスタン（仏: Didier Gustin）
- コラ・ヴォケール
- ジュリエット・グレコ
- アンナ・プリュクナル（仏: Anna Prucnal）
- ジルベール・ラファイユ（仏: Gilbert Laffaille）
- フランソワ・ロゼ（Francois Loze）
- ドニ・シヤロル（Donis Charolles）
- ウィリアム・ルコント（William Lecomte）